# Centre culturel Desjardins
Le Centre culturel Desjardins est un diffuseur pluridisciplinaire en arts de la scène situé à Joliette, au Québec. Il est gestionnaire de lieux de présentation de spectacles et organisateur d'événements en arts de la scène. Il gère notamment la Salle Rolland-Brunelle, une salle de spectacles (856 sièges) reconnue par le ministère de la Culture et des Communications.
Le Centre culturel de Joliette est membre de Association professionnelle des diffuseurs de spectacles - RIDEAU et de Diffusion Inter Centre (D.I.C).

## La Salle Rolland-Brunelle
La Salle Rolland-Brunelle, salle à l'italienne, fut construite en 1927 et rénovée en 1997. Elle sera à nouveau rénovée en avril 2021.
La Salle Rolland-Brunelle porte son nom en l'honneur du Père Brunelle qui a formé un grand nombre de musiciens professionnels, dont la violoniste Angèle Dubeau et le chanteur Yoland Guérard.
On y programme plus de 150 spectacles pendant la saison hiver-printemps. L'été, la Salle Rolland Brunelle se transforme en théâtre d'été.
Pour certains types de spectacles, la Salle Rolland Brunelle se transforme également en salle de catégorie intermédiaire d'une capacité de 550 personnes. Elle se transforme aussi en formule cabaret-théâtre offrant une capacité de 700 places (300 places aux tables et 400 places aux sections fauteuils).
De plus, un espace dans le foyer (180 sièges) peut être aménagé en cabaret-théâtre. Le Centre culturel de Joliette présente également des spectacles à l’Amphithéâtre de Lanaudière à Joliette, site de 8000 places.

## Historique
Le Centre culturel Desjardins organise annuellement le Festival et concours de musique classique de Lanaudière qui permet aux étudiants en musique de la région de faire valoir leur talent.
C'est en 2019, lors du 40e anniversaire de l'organisation, que le Centre culturel de Joliette devient le Centre culturel Desjardins alors qu'un partenariat est créé avec la Caisse Desjardins de Joliette.